# كاج يوهانسن
كاج يوهانسن (بالدنماركية: Kaj Johansen)‏ هو لاعب كرة قدم دنماركي، ولد في 11 فبراير 1932، وتوفي في 1 ديسمبر 2018. لعب مع نادي فايله.